# Fox Networks Group Benelux
Fox Networks Group Benelux (FNGB) là một chi nhánh của Fox Networks Group, đó là một phần của  tập đoàn truyền thông 21st Century Fox. Nó sản xuất và phân phối giải trí, tài liệu với thực tế nội dung liên quan đến thiên nhiên, khoa học, văn hóa và lịch sử, và truyền hình thông qua các kênh truyền hình ở Hà Lan, Bỉ và Luxembourg sử dụng nhiều thương hiệu như National Geographic,, 24Kitchen và 51% của Eredivisie Media & Marketing CV (Fox và Fox Sports).

## Kênh

### Kênh địa Phương
- Fox Nederland (51%)
- National Geographic
- 24Kitchen
- Fox Sports (51% ownership)
  - Fox Sports Eredivisie (51% ownership)[2]
  - Fox Sports International (51% ownership)

Flanders
- Fox Vlaanderen Flanders only
- National Geographic Flanders

### Fox Networks Group
- Nat Geo Wild
- BabyTV
- Fox News Channel
- Sky News (distribution, owned by Sky plc)
- Phoenix Chinese News and Entertainment Channel
- Phoenix InfoNews Channel

## Liên kết
- Official Website Lưu trữ ngày 3 tháng 10 năm 2016 tại Wayback Machine
- Fox Networks Lưu trữ ngày 9 tháng 3 năm 2012 tại Wayback Machine
- Eredivisie Live Lưu trữ ngày 2 tháng 9 năm 2018 tại Wayback Machine| Chủ chốt     | - Founders - Walt Disney - Roy O. Disney - Executives - Bob Iger (CEO) - Alan N. Braverman (SEVP/GC) - Christine McCarthy (CFO)                           |
| Ban giám đốc | - Susan Arnold - Mary Barra - Safra Catz - Francis deSouza - Michael Froman - Bob Iger (Chairman) - Maria Elena Lagomasino - Mark Parker - Derica W. Rice |

| Tổ hợp công viên & resort                               | - Disneyland Resort - Disneyland Paris - Hong Kong Disneyland Resort (43%) - Shanghai Disney Resort (43%) - Disney Attractions Japan - Disney World - Imagineering |
| Signature Experiences                                   | - Adventures by Disney - Disney Cruise Line - Disney Vacation Club                                                                                                 |
| Sản phẩm tiêu dùng & Phương tiện truyền thông tương tác | - Licensing - Disney Store - Disney Publishing - Disney English - Disney Online - Games & Interactive Experiences - Muppets Studio                                 |

| Quốc tế | - Châu Á - Thái Bình Dương - Ấn Độ - Star TV - Hotstar - Tata Sky (30%) - UTV Software Communications - Đức - Super RTLJV - RTL IIJV - Ý - Mỹ Latinh - Argentina - Patagonik Film Group - Rede Telecine |